# Eva Valjentová
Eva Valjentová (* 10. srpna 1964 Ústí nad Orlicí) je česká politička, ekonomka a technička, v letech 2008 až 2020 zastupitelka Karlovarského kraje (v letech 2014 až 2015 pak první náměstkyně hejtmana), od roku 1994 zastupitelka města Sokolova, členka KSČM.

## Život
Vystudovala ekonomii na vysoké škole. Po studiích nastoupila na úsek ekonomiky práce do koncernového podniku Pohraniční stráž (tj. předchůdce dnešní akciové společnosti Sokolovská uhelná). V letech 2007 až 2008 byla jednatelkou společnosti Sokolovská bytová a v letech 2008 až 2011 členkou správní rady obecně prospěšné společnosti Městský dům kultury Sokolov.
Eva Valjentová je vdaná a má dvě děti, žije ve městě Sokolov.

## Politické působení
V komunálních volbách v roce 1994 byla za KSČM zvolena zastupitelkou města Sokolova. Mandát pak za stejnou stranu obhájila ve volbách v letech 1998, 2002, 2006 (lídryně kandidátky), 2010, 2014 i 2018.
V krajských volbách v roce 2000 kandidovala za KSČM do Zastupitelstva Karlovarského kraje, ale neuspěla. Stejně tak ve volbách v roce 2004, kdy skončila jako první náhradnice. Krajskou zastupitelkou se tak stala až po volbách v roce 2008. V listopadu 2008 se navíc stala radní kraje pro oblasti kultury, cestovního ruchu a lázeňství. Působila také jako členka Výboru pro hospodaření s majetkem Karlovarského kraje a členka Výboru Regionální rady regionu soudržnosti Severozápad.
Ve volbách v roce 2012 mandát krajské zastupitelky obhájila. Po rezignaci svého kolegy Jaroslava Borky na post 1. náměstka hejtmana (jelikož se stal poslancem), byla dne 1. března 2014 sama zvolena 1. náměstkyní hejtmana pro oblasti ekonomiky a vnitřních záležitostí a opět i členkou Výboru Regionální rady regionu soudržnosti Severozápad. Ke konci ledna 2015 rezignoval na post hejtmana Josef Novotný a od 1. února 2015 se vedení kraje z titulu první náměstkyně ujala právě Valjentová. kterou se zároveň KSČM rozhodla prosazovat na post nového hejtmana. Na tomto kroku se však s dosavadním koaličním partnerem, kterým byla ČSSD, nedokázala domluvit. Nakonec byla dne 9. března 2015 z funkce 1. náměstkyně odvolána a novým hejtmanem se stal Martin Havel z ČSSD. Novou krajskou koalici složily ČSSD, ODS, HNHRM, TOP 09 a STAN; komunisté tak skončili v opozici. Valjentová dále rezignovala na členství ve Výboru Regionální rady regionu soudržnosti Severozápad a naopak se stala členkou krajského finančního výboru.
V krajských volbách v roce 2016 byl lídryní kandidátky KSČM v Karlovarském kraji a post krajské zastupitelky obhájila.
Za KSČM také kandidovala v Karlovarském kraji ve volbách do Poslanecké sněmovny PČR, ale ani jednou v letech 2002, 2006 a 2010 neuspěla (v roce 2010 skončila jako první náhradnice).
Ve volbách do Senátu PČR v roce 2018 kandidovala za KSČM v obvodu č. 2 – Sokolov. Se ziskem 8,94 % hlasů skončila na 4. místě. V krajských volbách v roce 2020 byla lídryní kandidátky KSČM v Karlovarském kraji, ale tentokrát neuspěla. Strana se do zastupitelstva vůbec nedostala.